# Frank Zuber
Frank Zuber (* 1963) ist ein deutscher Übersetzer.

## Leben
Frank Zuber absolvierte ein Studium der Skandinavistik, Anglistik und Germanistik. Er lebt heute als freier Übersetzer in Wiesbaden. Zuber übersetzt Belletristik und Sachbücher aus dem Norwegischen, Dänischen und Schwedischen ins Deutsche. 

## Übersetzungen
- Tron Bach: Norwegen en miniature, Oslo 2007 (übersetzt zusammen mit Günther Frauenlob)
- Jonas T. Bengtsson: Wie keiner sonst, Zürich 2013
- Brit Bildøen: Die Norwegenreise des ehrbaren Jon Utskott, Alpnach 2014
- Thor Gotaas: Laufen, Bielefeld 2012
- Johannes Heggland: Herzen fragen nicht warum, Rheda-Wiedenbrück [u. a.] 2000
- Mikal Hem: Wie werde ich ein guter Diktator?, München 2014
- Ole Martin Høystad: Kulturgeschichte des Herzens, Köln [u. a.] 2006
- Magne Hovden: Scheißrentiere, München 2011
- Steffen Jacobsen: Der Passagier, München 2010
- Caroline L. Jensen: Frau Bengtsson geht zum Teufel, München 2013
- Kirche und Ketzer, Köln [u. a.] 2010
- Jo Langeland: Oslo, Hamburg 2003
- Sigmund Løvåsen: Brach, Alpnach 2007
- Sigmund Løvåsen: Mamsell Iversen, Alpnach 2011
- Sigmund Løvåsen: Neubruch, Alpnach 2006
- Lars Mytting: Der Mann und das Holz, Berlin 2014 (übersetzt zusammen mit Günther Frauenlob)
- Jørgen Norheim: Der Adjutant, Berlin 2010
- Niklas Rådström: Der Librettist, Berlin 2011 (übersetzt zusammen mit Maike Dörries)
- Chris Tvedt: Niedertracht, München 2011
- Tarjei Vesaas: Die Vögel, Alpnach 2009

| Personendaten    | Personendaten        |
| ---------------- | -------------------- |
| NAME             | Zuber, Frank         |
| KURZBESCHREIBUNG | deutscher Übersetzer |
| GEBURTSDATUM     | 1963                 |